# Merluciu

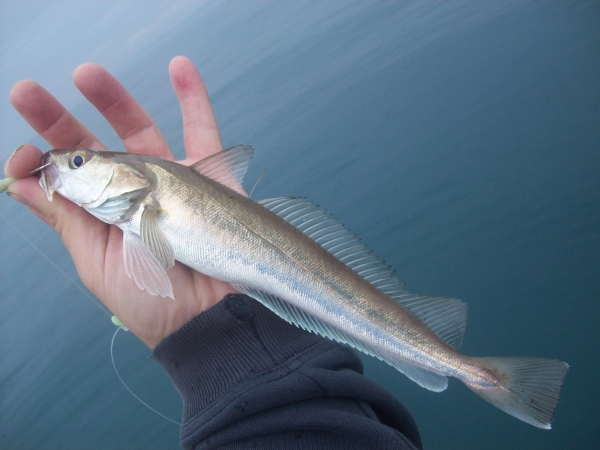
Merluciu (Merluccius merluccius)

Merluciul sau merluciul comun sau merluciul european (Merluccius merluccius) (din latină mer, mare, maris =  de mare, marin + lucius = știucă, adică știucă de mare) numit și merlu (din franceza merlu), este un pește marin, care poate atinge 1,2 m lungime (de obicei sub 40 cm) și 10 kg greutate, din familia merlucciide (Merlucciidae). Este răspândit pe coasta vestică europeană a Oceanului Atlantic, Marea Mediterană și Marea Neagră (litoralul Bulgariei, Georgiei, Turciei). Trăiește până la 20 de ani. Are corpul alungit, ușor comprimat lateral, acoperit cu solzi mici. Botul este ascuțit, cu o gură mare prevăzută cu dinți și lipsită de mustăți. Pe spate are două înotătoare dorsale (a doua lungă), înotătoarea anală este lungă. Coloritul corpului este cenușiu pe spate și alb-argintiu pe laturi și abdomen. Este un pește bentonic care trăiește de obicei la adâncimi de 70-370 m, foarte comun pe marginea taluzului continental, dar poate fi întâlnit și în apele costiere (30 m) sau în cele abisale (până la 1000 m). Adulții se hrănesc în principal cu pești (hering, scrumbie, sardine, anșoa), mai rar cu calmari, crustacee. O femelă depune 2-7 milioane de icre mici (cu un diametru de 1 mm) în mai multe porții în lunile ianuarie-iunie. Are valoare economică mare și se pescuiește intens cu traulul; în 1983 au fost pescuite 31 mii de tone de merluciu. În Marea Neagră fiind rar nu are importanță economică.